# Marc Colomer Casamitjana
Marc Colomer Casamitjana (Olot, Gerona, 17 de agosto de 1974) es un expiloto español de trial. Ha sido una vez campeón del mundo en el Campeonato Mundial de Trial y tres veces en el Campeonato Mundial de X-Trial.

## Biografía
Comenzó muy joven en la competición, tras unos inicios en bici-trial, categoría en la que sumó tres títulos de campeón del mundo, uno de Europa y seis de España. Con catorce años empezó a competir en motocicleta, y en 1988 se proclamó campeón de España juvenil. Al año siguiente ganó el Campeonato Español Junior y en 1990 el Senior B. Ha ganado un total de 6 títulos nacionales, 5 en categoría outdoor y 1 en indoor. Con el equipo de España ha ganado 9 ediciones del Trial de las naciones. Ha competido para las marcas: Montesa, Beta, Gas Gas, Scorpa y OSSA. 
Anunció su retirada del trial en 2004. Más tarde regresó a la competición para conquistar la primera edición de la Copa del Mundo Trial-E en 2017, prueba realizada para motos eléctricas.

## Palmarés
- 1 Campeonato Mundial de Trial: 1996.
- 3 Mundiales de Trial Indoor: 1994, 1995, 1996.
- 5 Campeonatos de España de Trial: 1995, 1997, 1998, 1999 y 2000.
- 1 Campeonato de España de Trial Indoor: 2001.
- 9 Trial de las Naciones: 1991, 1992, 1993, 1994, 1995, 1996, 1998, 2000, 2001.
- 1 Campeonato de España de Trial Indoor: 2001.
- 1 Copa del Mundo Trial-E: 2017.